# إيتالو إنسوليرا
إيتالو إنسوليرا (بالإيطالية: Italo Insolera)‏ هو مؤرخ ومهندس معماري وكاتب إيطالي، ولد في 7 فبراير 1929 في تورينو في إيطاليا، وتوفي في 27 أغسطس 2012 في روما في إيطاليا.